# Gabriel Galípolo
Gabriel Muricca Galípolo (São Paulo, 14 de abril de 1982) é um economista, professor universitário, escritor e ex-banqueiro brasileiro, atual presidente do Banco Central do Brasil desde 2025. 
Anteriormente, foi diretor de política monetária do Banco Central entre julho de 2023 e dezembro de 2024, presidente do Conselho de Administração do Banco do Brasil de maio a julho de 2023, secretário-executivo do Ministério da Fazenda de janeiro a junho de 2023 e presidente do Banco Fator de 2017 a 2021.
É bacharel em ciências econômicas e mestre em economia política pela Pontifícia Universidade Católica de São Paulo (PUC-SP). 

## Início de vida e educação
Gabriel Galípolo nasceu em São Paulo em 14 de abril de 1982. É filho de Vera e Eduardo Galípolo e tem um irmão, Diego. Formou-se no curso de Economia na Pontifícia Universidade Católica de São Paulo (PUC-SP) no ano de 2004. Fez o mestrado na mesma instituição, período no qual também deu aulas nela. Sob orientação de João Machado Borges Neto, defendeu sua dissertação de mestrado no ano de 2008, intitulada A Lei do Valor como limite ao desenvolvimento da economia brasileira.

## Carreira
Em 2007, iniciou carreira na vida pública ocupando o cargo de Chefe da Assessoria Econômica da Secretaria dos Transportes Metropolitanos do Estado de São Paulo (SMT) na gestão de José Serra (PSDB). No ano seguinte, assumiu o cargo de diretor da secretaria estadual de Economia e Planejamento de São Paulo, atual Secretaria da Fazenda e Planejamento do Estado de São Paulo (SEFAZ-SP).
Foi presidente do Banco Fator de 2017 a 2021 e professor universitário da PUC-SP, onde se graduou em economia e obteve mestrado em economia política. Lecionou no MBA de parcerias público-privadas e concessões da Fundação Escola de Sociologia e Política de São Paulo (FESPSP) e é pesquisador sênior do Centro Brasileiro de Relações Internacionais. Na administração pública do estado de São Paulo, foi chefe da assessoria econômica da Secretaria de Transportes Metropolitanos (2007) e diretor da Unidade de Estruturação de Projetos da Secretaria de Economia e Planejamento (2008).
É coautor dos livros Manda quem pode, obedece quem tem prejuízo, A escassez na abundância capitalista e Dinheiro: o poder da abstração real, em parceria com Luiz Gonzaga Belluzzo.

### Ministério da Fazenda
Em 13 de dezembro de 2022, durante o governo de transição do então presidente eleito Luiz Inácio Lula da Silva (PT), Galípolo foi anunciado como secretário-executivo do Ministério da Fazenda, sob o comando do ministro Fernando Haddad. Em 20 de junho de 2023, foi exonerado do cargo de secretário-executivo do Ministério, sendo sucedido pelo ex-diretor do WhatsApp no Brasil, o advogado Dario Durigan.

### Banco do Brasil
Em maio de 2023, Galípolo foi eleito presidente do Conselho de Administração do Banco do Brasil, cargo ocupado até 12 de julho do mesmo ano, quando tomou posse como diretor de política monetária do Banco Central do Brasil.

### Banco Central do Brasil
Em 8 de maio de 2023, foi anunciado que Galípolo ocuparia o cargo de Diretor de Política Monetária do Banco Central do Brasil, vago desde a exoneração de Bruno Serra Fernandes em 28 de fevereiro de 2023. Segundo o ministro Fernando Haddad, o nome de Galípolo foi sugerido pelo próprio presidente do Banco Central, Roberto Campos Neto. Galípolo foi sabatinado pela Comissão de Assuntos Econômicos (CAE) do Senado Federal em 4 de julho de 2023, e teve sua indicação aprovada com 39 votos favoráveis e doze contrários no mesmo dia. A nomeação foi publicada no Diário Oficial da União em 7 de julho de 2023, e Galípolo tomou posse em 12 de julho de 2023.
Em 28 de agosto de 2024, o presidente Luiz Inácio Lula da Silva indicou Gabriel Galípolo para substituir Roberto Campos Neto na presidência do Banco Central. Seu nome foi levado para sabatina do Senado Federal, realizada no dia 8 de Outubro de 2024. Galípolo teve sua indicação aprovada pelo Senado Federal, com 66 votos a favor e 5 contrários.

## Condecorações
| Insígnia | País   | Honra                             | Data                   |
| -------- | ------ | --------------------------------- | ---------------------- |
|          | Brasil | Comendador da Ordem de Rio Branco | 21 de novembro de 2023 |